# Шестдесет и първи пехотен полк
Шестдесет и първи пехотен полк е български пехотен полк, формиран през 1913 година и взел участие в Междусъюзническата (1913), Първата (1915 – 1918) и Втората световна война (1941 – 1945).

## Формиране
Историята на полка започва на 13 май 1913 година, когато в с. Цървеняно се формира Трети пехотен резервен полк. На 24 май е преименуван на Шестдесет и първи пехотен полк.  Влиза в състава на 12-а пехотна дивизия от Пета армия.

## Междусъюзническа война (1913)
Взема участие в Междусъюзническата война (1913) и през август същата година се завръща в Кюстендил. На 21 август се мести от Пловдив в София, където на 30 септември окончателно се разформира.

## Първа световна война (1915 – 1918)
Във връзка с избухването на Първата световна война (1915 – 1918) на 12 септември 1915 година в Пловдив към Кадровата дивизия се формира Трети пехотен кадрови полк, който по-късно същата година е преименуван в Трети пехотен македонски полк и влиза в състава на 2-ра бригада от Единадесета пехотна македонска дивизия. През юли 1917 година е преименуван в Шестдесет и първи пехотен полк. Взема участие във войната, през октомври се завръща в Горна Джумая и демобилизира, като част от кадъра се изпраща за формирането на 2-ра сборна погранична дружина. На 15 октомври 1918 г. е разформиран.
При намесата на България във войната полкът разполага със следния числен състав, добитък, обоз и въоръжение:
| Числен състав                                                  | Добитък   | Обоз                            | Въоръжение                           |
| -------------------------------------------------------------- | --------- | ------------------------------- | ------------------------------------ |
| Дружини: 3 Офицери: 33 Чиновници: 3 Подофицери и войници: 3374 | Коне: 572 | Обикновени коли: 4 Товарни: 513 | Пушки и карабини: 3614 Картечници: 2 |

## Втора световна война (1941 – 1945)
По време на Втората световна война (1941 – 1945) през март 1943 година е формиран Шестдесет и първи пехотен полк и влиза в състав на Двадесет и четвърта пехотна дивизия от Първи окупационен корпус. Задачата на полка в заемания от него участък е да осигурява реда, да разкрива подготовката на безредици, саботажи и въздушни нападения и да подкрепя при нужда поделенията на 4/8 етапна рота, охраняваща жп линията Чачак-Ужице. Щабът и частите на полка се установяват в Ужице. На 20 септември 1944 година е демобилизиран. От 1 ноември 1944 заповедите се издават от Ликвидатора на 61-ви пехотен полк в София. Ликвидационното бюро действа до 31 юли 1945 г., като след тази дата предава полковия архив на 1-ва пехотна допълваща дружина.

## Командири
Званията са към датата на заемане на длъжността.
| № | звание       | име                  | дати                   |
| - | ------------ | -------------------- | ---------------------- |
|   | Подполковник | Лазар Козаров        | Междусъюзническа война |
|   | Подполковник | Атанас Хумбаджиев    | Първа световна война   |
|   | Полковник    | Григор Силяновски    | към април 1918         |
|   | Полковник    | Ангел Николов        | 12 май 1942 – 1943     |
|   | Полковник    | Ради Балабански      | 1943 – 1944            |
|   | Подполковник | Димитър Стамболджиев | 1944                   |

## Наименования
През годините полкът носи различни имена според претърпените реорганизации:
- Трети пехотен резервен полк (13 май 1913 – май 1913)
- Шестдесет и първи пехотен полк (май 1913 – август 1913)
- Трети пехотен кадрови полк (2 септември 1915 – септември 1915)
- Трети пехотен македонски полк (септември 1915 – юли 1917)
- Шестдесет и първи пехотен полк (юли 1917 – 15 ноември 1918)
- Шестдесет и първи пехотен полк (март 1943 – септември 1944)